# آیوی ایولین وودوارد
آیوی ایولین وودوارد (به انگلیسی: Ivy Evelyn Woodward) دکترای پزشکی عضو کالج سلطنتی پزشکان انگلستان (متخلص به وودوارد؛ ۳۰ مه ۱۸۷۷–۱۱ ژانویه ۱۹۵۷) پزشکی بریتانیایی بود. وی در سال ۱۹۰۹ اولین زنی بود که عضو کالج سلطنتی پزشکان (RCP) شد.
وودوارد در کنت متولد شد، او فرزند ارشد در میان شش فرزند خانواده بود، قبل از تحصیل در رشته پزشکی در دانشکده پزشکی زنان لندن در بروملی تحصیل کرد. پس از عضویت در کالج سلطنتی پزشکان در سال ۱۹۰۹، او از سمت‌های خود در بیمارستان سلطنتی فری، از جمله دستیار آسیب‌شناس کناره‌گیری نکرده و ادامه داد. در سال ۱۹۱۵، او عضو انجمن سلطنتی پزشکی شد. آخرین سمت او به عنوان دستیار بالینی، بخش سرپایی کودکان، بیمارستان غرب لندن بود.
وودوارد با جراح آرتور چارلز هاسلم ازدواج کرد و صاحب پنج فرزند شد. در سال ۲۰۱۸، او در نمایشگاه RCP «این سؤال آزاردهنده را مطرح کرد: ۵۰۰ سال زنان در پزشکی.»

## سنین جوانی و تحصیل
آیوی ایولین وودوارد در ۳۰ می ۱۸۷۷ در فوتز کری ، کنت به دنیا آمد. پدر و مادر او الیزابت وودوارد (نام آدیس) (۱۸۵۴–۱۹۳۲)، متولد پلیموث، دوون، و هری وودوارد (۱۸۴۸–۱۹۰۱)، وکیل اهل مارس، کمبریج شایر بودند. خواهرانش دوروتی می، مارجوری، سیسلی ریونسکرافت و برادرانش هنری و هری، بودند، همگی بین سال‌های ۱۸۷۸ و ۱۸۸۶ به دنیا آمده بودند و آوی ایلین بزرگ‌ترین این شش فرزند بود
او در ژانویه ۱۸۹۵ موفق به دریافت کارشناسی ارشد دانشگاه لندن شد و در سال ۱۸۹۶ در آزمون متوسطه هنر در سال ۱۸۹۶ با رتبه سوم در زبان فرانسه، در حالی که هنوز در دبیرستان بروملی بود، قبول شد. او در ۱۳ مه ۱۸۹۷ در شورای پزشکی عمومی به عنوان دانشجوی پزشکی ثبت نام کرد و تحصیلات خود را در مدرسه پزشکی زنان لندن در ۳ می ۱۸۹۷ آغاز کرد. او در سال ۱۸۹۸ امتحان علوم مقدماتی خود را در کالج‌های دانشگاه بدفورد گذراند و در ژوئیه ۱۹۰۰ مدرک پزشکی عمومی خود را کسب کرد. او مدرک کارشناسی پزشکی خود را در سال ۱۹۰۳، کارشناسی جراحی را در سال ۱۹۰۴، گذراند و در سال ۱۹۰۸ در کنار دوروتی کریستین هار (۱۹۶۷–۱۸۷۶) مدرک دکترای پزشکی خود را (لندن) به دست آورد. او مدال طلای دکترای پزشکی MD دانشگاه لندن را کسب کرد، که همچنان به بهترین عملکرد یکی از دانشجویان سال آخر پزشکی اعطا می‌شود.

## حرفه پزشکی
وودوارد به عنوان اولین زن عضو کالج سلطنتی پزشکان در ژوئیه ۱۹۰۹ پذیرفته شد
در سال ۱۹۰۵، نام او در فهرست پزشکی به عنوان پزشک خانواده در بیمارستان سلطنتی فری ثبت شد، او در آن زمان در خیابان 12 West Cromwell، لندن زندگی می‌کرد. در سال ۱۹۱۰، نام او در فهرست پزشکی به‌عنوان ثبت‌کننده پزشکی، بیمارستان رویال فری، فهرست شد، او قبلاً متصدی موزه، بافت‌شناس بیماری، دستیار بالینی و دستیار پاتولوژیست بالینی بوده است. او همچنین در این دوره به عنوان دستیار بالینی و سپس دستیار ارشد بالینی در بخش کودکان در بیمارستان جدید زنان، دستیار افسر پزشکی مدارس برای شورای شهرستان لندن و پزشک معاینه پزشکی برای دبیرستان کنزینگتون و دبیرستان ناتین هیل کار کرد. آخرین پست‌های او همچنین شامل دستیار بالینی در بیمارستان سلطنتی تخصصی بیماری‌های قفسه سینه، و افسر ارشد و رزیدنت پزشکی در بیمارستان کودکان بلگریو بود.
ورود او در فهرست پزشکی در سال ۱۹۱۵، بود نام او به عنوان عضو انجمن سلطنتی پزشکی و عضو انجمن زنان پزشک ثبت شده (بعدها فدراسیون زنان پزشک) فهرست شده. علاوه بر نقش‌های قبلی، او در بیمارستان رویال فری، پست‌های قبلی به‌عنوان آسیب‌شناس مشترک در بیمارستان جدید زنان و آسیب‌شناس افتخاری در بیمارستان وارنفورد، لیمینگتون را عهده‌دار بود.
در سال ۱۹۳۰، نام او به عنوان پزشک خانواده در بیمارستان سلطنتی فری و افسر پزشکی مقیم در بیمارستان کودکان بلگریو ثبت شد. تا سال ۱۹۳۵، او افسر پزشکی، برای مراکز رفاه نوزادان کمبریج هاوس و ساوتفیلدز و بازرس پزشکی محلی در دبیرستان ویکومب بود. در سال ۱۹۴۰، او در فهرست پزشکان دستیار بالینی، بخش سرپایی کودکان، بیمارستان غرب لندن ثبت شد.

## زندگی شخصی
در سال ۱۹۱۰، او با جراح آرتور چارلز هاسلم، FRCSEng (1873 - 15 مارس ۱۹۲۷) در کنزینگتون، لندن ازدواج کرد. پس از ازدواج، در بروملی، کنت زندگی کردند. آنها پنج فرزند داشتند: ریچارد فردریک (۲۹ ژوئن ۱۹۱۲ - مارس ۱۹۹۰)، جورج ملویل (۱۸ ژوئن ۱۹۱۴–۱۹۶۲)، بعدها بنیانگذار بخش طراحی تلویزیون و فیلم در کالج سلطنتی هنر، مارگارت الیزابت (۱۹۱۶–۲۰۰۰)، کاترین آلیس (۵ ژوئن ۱۹۱۸–۱۹۸۴)، و روث ماریون (۱۹۲۰–۲۰۰۷). آیوی هاسلم پس از بیوه شدن در سال ۱۹۲۷ به جراردز کراس نقل مکان کرد. در سال ۱۹۳۹ مطابق اطلاعات ثبت ملی، او با پسرش ریچارد، داماد کاتلین (به نام زاده دارلو، یک هنرمند) زندگی می‌کند)، و دختر کاترین در ایتون، باکینگهامشر زندگی می‌کرد. بعداً از سال ۱۹۴۸ تا زمان مرگش، او با دخترانش کاترین و روث در جاده ردکلیف در چلسی زندگی کرد و ریچارد و کاتلین (معروف به بیدی) در خیابان کاتکارت زندگی می‌کردند.

## مرگ و میراث
وودوارد در ۱۱ ژانویه ۱۹۵۷ در بیمارستان سنت استفان لندن در 79 سالگی درگذشت.
در سال ۲۰۱۸، او همراه با اولین عضو زن کالج سلطنتی جراحان، دوسیبای پاتل، در نمایشگاه «این سؤال ناراحت‌کننده: ۵۰۰ سال زن در پزشکی»، نمایشگاهی که در موزه کالج سلطنتی پزشکان از سپتامبر ۲۰۱۸ تا ژانویه ۲۰۱۹ حضور داشت.

## مراجع و منابع
منابع
1. ↑  1881 census, Church of England Baptism Records 1877.
2. ↑  "University of London Historical Record 1836 - 1912". 9 August 2023. p. 347.
3. ↑  "Appointments". The Lancet. 164 (4240): 1620. 3 December 1904. doi:10.1016/s0140-6736(01)35004-3.
4. ↑  Murray, Janet Horowitz; Stark, Myra (6 January 2017). The Englishwoman's Review of Social and Industrial Questions: 1909-1910 (به انگلیسی). Routledge. ISBN 978-1-315-39492-3.
5. ↑  Turner-Warwick, Margaret (2001). "Women's place in the College".  In Davenport, Geoffrey; McDonald, Ian; Moss-Gibbons, Caroline (eds.). The Royal College of Physicians and Its Collections: An Illustrated History. Royal College of Physicians. p. 38. ISBN 0-907383-83-1.
6. ↑  1881 census, Church of England Baptism Records 1877.
7. ↑  "University of London Historical Record 1836 - 1912". 9 August 2023. p. 347.
8. ↑  "Appointments". The Lancet. 164 (4240): 1620. 3 December 1904. doi:10.1016/s0140-6736(01)35004-3.
9. ↑  Medical Directory 1905, 1910
10. 1 2 3  "The 'hidden' history of women in medicine: a curator's thoughts | RCP 500". history.rcplondon.ac.uk. Retrieved 15 January 2019.
11. ↑  "George Haslam". بانک اطلاعات اینترنتی فیلم‌ها.
12. ↑  "DARLOW Biddy 1910-1990 | Artist Biographies".
13. ↑  National Register 1939
14. ↑  Death record 1957, Probate 1957
15. ↑  "This vexed question: 500 years of women in medicine". RCP London. 13 August 2018. Archived from the original on 29 November 2019. Retrieved 15 January 2019.
16. ↑  "Exploring the vexing case of medical women in history". RCP London. 17 September 2018. Retrieved 19 January 2019.

مرجع
- سرشماری: ۱۸۸۱، ۱۸۹۱، ۱۹۰۱، ۱۹۱۱
- فهرست‌های پزشکی: 1910 – ۱۹۴۰
- سوابق دانشجویی دانشگاه لندن، ۱۹۰۱